# Đại học New York
Đại học New York (tiếng Anh: New York University, viết tắt là NYU) là một trường đại học nghiên cứu không giáo phái tư thục Hoa Kỳ có trụ sở tại thành phố New York. Được thành lập năm 1831, NYU là một trong những đại học tư thục phi lợi nhuận có số lượng sinh viên lớn nhất của nền giáo dục đại học Mỹ. Khuôn viên chính của NYU nằm ở làng Greenwich thuộc khu Lower Manhattan, ngoài ra trường còn có các viện nghiên cứu và các trung tâm ở khu Upper East Side, các tòa nhà giảng dạy và ký túc xá trên phố Wall, và một khuôn viên Brooklyn tọa lạc ở Trung tâm MetroTech thuộc khu Downtown Brooklyn. Trường cũng thành lập hai khuôn viên tại Abu Dhabi và Thượng Hải, cũng như quản lý 11 Trung tâm Giảng dạy ở Accra, Berlin, Buenos Aires, Florence, London, Madrid, Paris, Prague, Sydney, Tel Aviv và Washington, D.C.
NYU là trường đại học tốt thứ 30 tại Mỹ, theo bảng xếp hạng năm 2020 của US News & World Report. Còn theo bảng xếp hạng của QS thì đây là trường đại học tốt thứ 39 trên thế giới.
NYU được bầu vào Hiệp hội Viện Đại học Bắc Mỹ vào năm 1950. Các cựu sinh viên tốt nghiệp từ NYU đã giành tổng cộng ba mươi sáu giải Nobel, ba giải Turing, trên ba mươi Huy chương Quốc gia Hoa Kỳ về Khoa học, Công nghệ và Đổi mới, Nghệ thuật và Nhân văn, trên ba mươi giải Pulitzer, trên ba mươi giải Oscar, cùng với một số giải Russ, giải Gordon, giải Draper và huy chương Fields, cùng với hàng chục giải Emmy, giải Grammy và giải Tony. NYU cũng có nhiều cựu sinh viên thuộc nhiều cán bộ giảng dạy đoạt giải thưởng MacArthur và Guggenheim Fellowship, hàng trăm người là thành viên của Viện Hàn lâm Khoa học Quốc gia Hoa Kỳ, Viện Hàn lâm Kỹ thuật Quốc gia Hoa Kỳ và Viện Khoa học và Nghệ thuật Hoa Kỳ, và rất nhiều người là thành viên Quốc hội Hoa Kỳ cũng như thống đốc các bang, thị trưởng, tỉnh trưởng ở nhiều quốc gia trên khắp thế giới. NYU có nhiều cựu sinh viên giành giải Oscar hơn so với bất kỳ trường đại học nào khác. Nhiều cựu sinh viên NYU nằm trong danh sách những người giàu nhất thế giới, trong đó có mười bảy tỷ phú hiện nay còn sống.
NYU được tổ chức thành hơn hai mươi trường trực thuộc, đại học và viện nghiên cứu, toạ lạc tại sáu trung tâm trải dài từ Manhattan đến Downtown Brooklyn. Theo Viện Giáo dục Quốc tế Hoa Kỳ, NYU gửi nhiều sinh viên đi học nước ngoài hơn so với bất kỳ trường đại học nào khác ở Hoa Kỳ. Sinh viên nước ngoài tìm kiếm trực tuyến thông tin về NYU trên trang web của College Board nhiều hơn bất kỳ trường đại học nào khác.

## Lịch sử

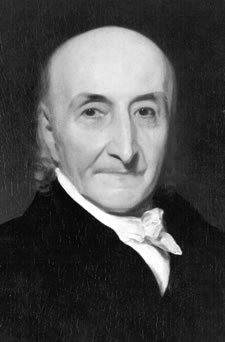
Albert Gallatin

Albert Gallatin, Bộ trưởng Ngân khố Hoa Kỳ dưới thời Thomas Jefferson và James Madison, tuyên bố rằng ông có ý định sẽ thành lập "trong thành phố rộng lớn và phát triển nhanh này... một hệ thống giáo dục dựa trên lý trí và có tính thực tiễn phù hợp với tất cả và cũng sẽ rộng cửa chào đón tất cả mọi người". Một "hội nghị văn chương và khoa học" kéo dài ba ngày đã được tổ chức tại hội trường thành phố vào năm 1830 với sự tham dự của trên 100 đại biểu tranh luận về các điều khoản của dự thảo thành lập một trường đại học mới. Những người New York này tin rằng thành phố cần một trường đại học được thiết kế dành cho những thanh niên trẻ, họ sẽ được nhận vào dựa theo năng lực chứ không phải do quyền lực dòng họ, địa vị hay tầng lớp xã hội. Ngày 18 tháng 4 năm 1831, một cơ sở được hình thành, với sự hỗ trợ của một nhóm cư dân thành phố New York xuất chúng sở hữu nhiều đất đai như các nhà buôn, chủ ngân hàng và các thương gia. Albert Gallatin được bầu làm Chủ tịch đầu tiên của trường này. Vào ngày 21 tháng 4 năm 1831, cơ sở giáo dục mới này nhận được giấy phép và được hợp nhất thành Đại học thành phố New York bởi Cơ quan lập pháp bang New York; các tài liệu cũ thường gọi NYU với tên này. Tuy vậy, tên gọi Đại học New York ngay từ đầu đã phổ biến hơn và trường được chính thức đổi tên thành Đại học New York vào năm 1896. Năm 1832, NYU mở các lớp học đầu tiên tại các phòng học thuê của Hội trường Clinton, toạ lạc gần Hội trường Thành phố. Năm 1835, Trường Luật, trường trực thuộc chuyên nghiệp đầu tiên của NYU, được thành lập. Mặc dù quyết tâm thành lập trường phần nào là sự đáp lại của Giáo hội Trưởng nhiệm Tin Lành với cái họ coi là giáo phái Tân giáo của Đại học Columbia, nhưng cuối cùng, NYU không theo giáo phái nào cả, khác với hầu hết các trường đại học Mỹ đương thời.

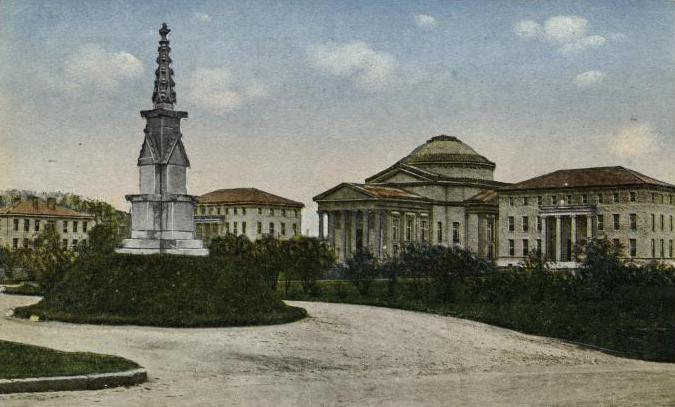
Khuôn viên của NYU tại University Heights, nay thuộc về Cao đẳng Cộng đồng Bronx

Trường trở thành một trong những đại học lớn nhất Hoa Kỳ, năm 1917 nhận 9.300 sinh viên. Từ khi thành lập, NYU sở hữu khuôn viên tại Quảng trường Washington. Trường sau đó đã mua thêm một khuôn viên nữa ở University Heights, The Bronx bởi khuôn viên cũ đã quá đông đúc. NYU cũng có ý định phát triển theo Thành phố New York lên phố trên. Đại học New York chuyển đến The Bronx vào năm 1894, người có công đầu trong việc này là Hiệu trưởng Henry Mitchell MacCracken. Khuôn viên tại University Heights rộng rãi hơn rất nhiều so với trước đó. Vì vậy, phần lớn các hoạt động của trường cùng với Trường Nghệ thuật và Khoa học và Trường Kỹ thuật, hai trường thành viên đào tạo bậc đại học, đóng trụ sở tại đây. Các hoạt động quản lý điều hành của NYU được chuyển tới cơ sở mới, nhưng những trường đào tạo bậc sau đại học vẫn hoạt động ở Quảng trường Washington. Năm 1914, Trường Quảng trường Washington được thành lập, với vai trò là một trường đào tạo đại học ở trung tâm thành phố của NYU. Năm 1935, NYU mở "Khu tưởng niệm Nassau College-Hofstra của Đại học New York ở Hempstead, Long Island". Khu này sau đó trở thành Đại học Hofstra hoàn toàn độc lập khỏi NYU.
Năm 1950, NYU được bầu vào Hiệp hội Viện Đại học Bắc Mỹ, một tổ chức phi lợi nhuân tập hợp những trường đại học nghiên cứu công lập và tư nhân hàng đầu Bắc Mỹ.
Vào cuối thập 1960 và đầu thập niêm 1970, khủng hoảng tài chính đã kìm chân chính quyền thành phố New York và khó khăn lan rộng tới các trường đại học của thành phố, trong đó có NYU. Nhận thấy nguy cơ phá sản đang tới gần, Chủ tịch NYU James McNaughton Hester đã đàm phán việc bán lại khuôn viên tại University Heights cho Đại học Thành phố New York và thương vụ hoàn tất vào năm 1973. Năm 1973, Trường Kỹ thuật và Khoa học của Đại học New York hợp nhất với Viện Bách khoa Brooklyn, Viện này sau đó lại được sáp nhập vào NYU và trở thành Trường Bách khoa Kỹ thuật Đại học New York vào năm 2014. Sau khi bán khuôn viên ở Bronx, khối Trường Đại học sáp nhập với Trường Quảng trường Washington. Trong những năm 1980, dưới sự lãnh đạo của Chủ tịch John Brademas, NYU khởi động chiến dịch một tỷ đô-la trong đó hầu hết kinh phí được dùng vào việc nâng cấp phương tiện, cơ sở vật chất. Chiến dịch được lên kế hoạch sẽ hoàn tất trong 15 năm, tuy nhiên trên thực tế chỉ mất đến 10 năm. Năm 2003 Chủ tịch John Sexton tiếp tục khởi động một chiến dịch trị giá 2,5 tỷ đô-la để gây quỹ dùng làm nguồn hỗ trợ tài chính và phát triển tài năng.
Năm 2009, NYU đáp lại loạt bài phỏng vấn trên The New York Times cho thấy hành vi lạm dụng lao động ở cơ sở mới tại Abu Dhabi bằng cách ra tuyên bố về giá trị người lao động cho các nhân viên ở khuôn viên tại Abu Dhabi. Một bài báo nối tiếp công bố năm 2014 trên tờ The Times cho thấy mặc dù một số điều kiện làm việc đã được cải thiện, các nhà thầu của trường đại học có giá trị vốn hoá hàng tỷ USD này vẫn thường xuyên bắt các lao động của mình làm việc trong điều kiện như ở thế giới thé ba. Bài báo cho biết các điều kiện làm việc tồi tệ bao gồm tịch thu hộ chiếu của công nhân, bắt làm thêm giờ, thu phí tuyển dụng và lao động phải ngủ dưới gầm giường trong các phòng ngủ tập thể đầy gián. theo bài báo trên, các lao động có ý định phản đối điều kiện làm việc của các nhà thầu đối tác của NYU đều ngay lập tức bị bắt. NYU có phản hồi ngay trong ngày bài báo được đăng và xin lỗi các lao động. Một báo cáo khác cũng được công bố, trong đó vẫn nêu rằng những lao động đình công ngay lập tức bị cảnh sát bắt và bị đánh đập tại đồn cảnh sát. Những ai không phải là người bản địa bị trục xuất về nước.
NYU là trường thành lập Liên đoàn các Trường Đại học Thế giới, một tổ chức quốc tế gồm các hiệu trưởng và chủ tịch từ các trường đại học đô thị của sáu châu lục. Liên đoàn này, cùng với 47 đại diện của họ, gặp mặt hai năm một lần để thảo luận về các vấn đề giáo dục toàn cầu. L. Jay Oliva thành lập tổ chức này vào năm 1991 ngay sau khi ông nhận chức Chủ tịch Đại học New York.

### Logo của trường
Logo của trường hình ngọn đuốc hướng lên, lấy ý tưởng từ Tượng Nữ thần Tự do, nhấn mạnh sứ mệnh phục vụ của NYU đối với thành phố New York. Ngọn đuốc xuất hiện trên cả con dấu của NYU và một logo khác trừu tượng hơn của trường, thiết kế vào năm 1965 bởi nhà thiết kế đồ hoạ nổi tiếng Tom Geismar của tổ chức nhãn hiệu và thiết kế Chermayeff & Geismar. Có ít nhất hai lý giải về nguồn gốc màu sắc đặc trưng của trường, tím Violet. Một số người cho rằng màu này được chọn bởi vì Chi Hoa tím được cho là đã mọc rất rậm rạp ở Quảng trường Washington và xung quanh trụ tường của Toà nhà Đại học cũ. Số khác cho rằng màu này được chọn bởi vì tím violet là màu sắc gắn liền với Athens, trung tâm học vấn của Hy Lạp cổ đại.

### Bối cảnh văn hoá
Quảng trường Washington và Làng Greenwich là những trung tâm của đời sống văn hoá thành phố New York từ đầu thế kỷ 19. Phần lớn văn hoá này đã giao thoa với NYU vào nhiều thời điểm trong lịch sử. Các họa sĩ đến từ Trường Sông Hudson, trường đào tạo họa sĩ xuất sắc đầu tiên của Hoa Kỳ, sống xung quanh Quảng trường Washington. Samuel F.B. Morse, một họa sĩ nổi tiếng và cũng là người đi tiên phong trong việc sử dụng máy điện báo, người sáng tạo ra mã Morse, là Chủ tịch đầu tiên của Hội họa và Điêu khắc. Ông cùng với Daniel Huntington là những người từng thuê Toà nhà Đại học cũ hồi giữa thế kỷ 19. (NYU đã cho thuê không gian phòng vẽ và căn hộ ngay trong toà nhà "giảng đường" này.) Do đó, họ có mối quan hệ đáng chú ý với đời sống văn hoá và học thuật của trường đại học.
Vào những năm 1870, hai nhà điêu khắc Augustus Saint-Gaudens và Daniel Chester French sinh sống và làm việc gần Quảng trường. Đến những năm 1920, Công viên Quảng trường Washington được công nhận cấp quốc gia là một trung tâm của phong trào nổi loạn về nghệ thuật và đạo đức. Do đó, khuôn viên NYU tại Quảng trường Washington trở nên đa dạng và hối hả nhờ có năng lượng của cuộc sống đô thị, điều này đã dẫn đến những sự thay đổi về mặt học thuật ở NYU. Những cư dân nổi tiếng thời kỳ này bao gồm Eugene O'Neill, John Sloan, và Maurice Prendergast. Vào những năm 1930, những người theo chủ nghĩa biểu hiện trừu tượng Jackson Pollock và Willem de Kooning, cùng với những người ủng hộ thuyết duy thực Edward Hopper và Thomas Hart Benton đều có xưởng vẽ xung quanh Quảng trường Washington. Những năm 1960 khu này trở thành một trong những trung tâm của thế hệ âm nhạc beat và folk (dân gian), khi Allen Ginsberg và Bob Dylan sinh sống tại đó. Điều này đã dẫn tới căng thẳng giữa họ và NYU, vốn hồi đó đang trải qua một chiến dịch mở rộng cơ sở vật chất lớn. Năm 1975, trường mở một Bộ sưu tập Nghệ thuật Xám tại số 100 đường Washington Square East, nhằm lưu trữ bộ sưu tập nghệ thuật của NYU và tổ chức các buổi triển lãm có chất lượng tương đương các bảo tàng.

### Ngân sách và gây quỹ
NYU đã hoàn tất thành công chiến dịch huy động 2,5 tỷ USD trong bảy năm, với kết quả ngoài mong đợi khi đã huy động được hơn ba tỷ USD trong khoảng thời gian bảy năm. Bắt đầu từ năm 2001, chiến dịch này đã trở thành chiến dịch lớn nhất trong lịch sử của trường đại học, trong đó họ dự định "gây quỹ 1 triệu USD mỗi ngày để chi trả tiền học bổng và hỗ trợ tài chính, mời thêm cán bộ giảng dạy, hỗ trợ các sáng kiến học thuật mới, và cải tiến phương tiện học tập của NYU". Chiến dịch cũng nhận được món quà trị giá 50 triệu USD từ gia đình Tisch (sau này một toà nhà và một trường nghệ thuật được đặt theo tên họ) và một món quà khác trị giá 60 triệu USD từ sáu thành viên quản trị gọi là "Quỹ Những người bạn" nhằm mời thêm cán bộ giảng dạy. Vào ngày 15 tháng 10 năm 2007, trường thông báo rằng gia đình Silver đã ủng hộ 50 triệu USD cho Trường Công tác Xã hội. Đây là khoản ủng hộ lớn nhất trong lịch sử dành cho một trường công tác xã hội ở Hoa Kỳ.
Năm học 2007–2008 là năm gây quỹ thành công nhất trong lịch sử NYU, khi trường đã huy động được 698 triệu USD chỉ trong mười một tháng đầu năm, tăng 70% so với năm trước đó. Trường cũng mới công bố kế hoạch cho dự án Kêu gọi Hành động của NYU, một sáng kiến kêu gọi các cựu sinh viên và các nhà quyên góp hỗ trợ tài chính cho các sinh viên NYU.
NYU đã công bố kế hoạch phát triển chiến lược 25 năm, trùng với dịp kỷ niệm 200 năm thành lập trường vào năm 2031. Trong số các kế hoạch "NYU 200" này là mở rộng không gian học tập và sinh hoạt cho sinh viên, mời thêm các cán bộ giảng dạy xuất sắc, và thu hút cộng đồng Thành phố New York theo một quá trình quy hoạch rõ ràng. Thêm vào đó, NYU hy vọng sẽ cải thiện các toà nhà của trường cho thân thiện với môi trường hơn, thông qua một quy trình đánh giá không gian của tất cả các khuôn viên của trường. Trong khuôn khổ kế hoạch này, NYU đã mua 118 triệu kilôwatt giờ năng lượng gió trong năm học 2006–2007 – nhiều hơn bất kỳ trường đại học nào của Hoa Kỳ và bất kỳ cơ sở giáo dục nào của Thành phố New York. Trong năm 2007, trường mua tới 132 triệu kilôwatt giờ năng lượng gió. Kết quả là, Cơ quan Bảo vệ Môi sinh Hoa Kỳ (EPA) xếp hạng NYU là một trong những trường đại học xanh nhất Hoa Kỳ sau chương trình Thách thức Sử dụng Năng lượng Xanh với Trường Đại học.
NYU liên tục được xếp hạng là một trong những cơ sở giáo dục huy động được nhiều ngân sách nhất của Hoa Kỳ, với số tiền 449,34 triệu USD trong năm 2013 và 455,72 triệu USD năm 2014. NYU cũng là trường đại học giàu thứ 19 Hoa Kỳ với 5,3 triệu USD tiền mặt và các khoản đầu tư trong năm tài khoá 2014. Từ năm 2002 đến 2015, NYU đã huy động được gần 6 tỷ USD, trong đó có bảy món quà 9 chữ số (từ 100 triệu USD trở lên); trong số các trường đại học của Hoa Kỳ chỉ có Harvard đạt được mức huy động như thế trong khoảng thời gian trên.

## Khuôn viên

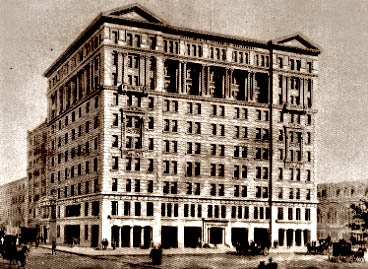
Silver Center, ảnh chụp năm 1900

Phần lớn các toà nhà của NYU tại Manhattan toạ lạc trong một khu vực rộng khoảng 230 mẫu Anh (930.000 m2), phía nam giáp với phố Houston, phía Đông giáp Broadway, phía Bắc giáp Phố 14, phía Tây giáp Đại lộ Sáu (Đại lộ của người Mỹ). Khu trung tâm của NYU gồm các toà nhà nằm xung quanh Công viên Quảng trường Washington.
Với gần 11.000 sinh viên đại học và sau đại học sinh sống, NYU có hệ thống nhà ở đại học lớn thứ bảy trên toàn nước Mỹ tính đến năm 2007, lớn nhất trong số các đại học tư thục ở quốc gia này.

### Khuôn viên ở Quảng trường Washington

Quảng trường Washington, cùng với cổng vào hình mái vòm, xung quanh là các toà nhà của NYU. Quảng trường này đóng vai trò thiết yếu với đời sống trong khuôn viên trường đại học này.

Kể từ cuối thập niên 1970, khu vực trung tâm của NYU là khuôn viên ở quảng trường Washington, nằm tại vị trí trung tâm của làng Greenwich. Mái vòm Quảng trường Washington là biểu tượng không chính thức của NYU. Cho đến năm 2007, các lễ phát bằng của NYU vẫn đều diễn ra ở Công viên Quảng trường Washington, nhưng sang đến năm 2008, họ chuyển sang tổ chức các buổi lễ này ở Sân vận động Yankee để sửa chữa lại Quảng trường này.
Trong thập niên 1990, NYU trở thành trường đại học "có hai quảng trường" sau khi tiến hành gây dựng một cộng đồng mới xung quanh Quảng trường Union, khá gần với Quảng trường Washington.
NYU điều hành và quản lý các nhà hát và phương tiện biểu diễn thường được sử dụng bởi nhạc viện của trường và Trường Nghệ thuật Tisch. Thỉnh thoảng, một số chương trình bên ngoài cũng thuê cơ sở vật chất của NYU. Các sân khấu biểu diễn lớn nhất của NYU bao gồm Trung tâm Nghệ thuật Biểu diễn Skirball (850 chỗ ngồi) toạ lạc ở số 566 LaGuardia Place, ngay phía nam Quảng trường Washington Nam, và Hội trường Eisner-Lubin Auditorium (560 chỗ ngồi) tại Trung tâm Kimmel. Gần đây, Trung tâm Skirball là nơi tổ chức nhiều buổi nói chuyện về chính sách đối ngoại của John Kerry và Al Gore. Trung tâm Skirball là địa điểm tổ chức biểu diễn nghệ thuật lớn nhất nằm ở phía nam Đường 42.

#### Thư viện Bobst

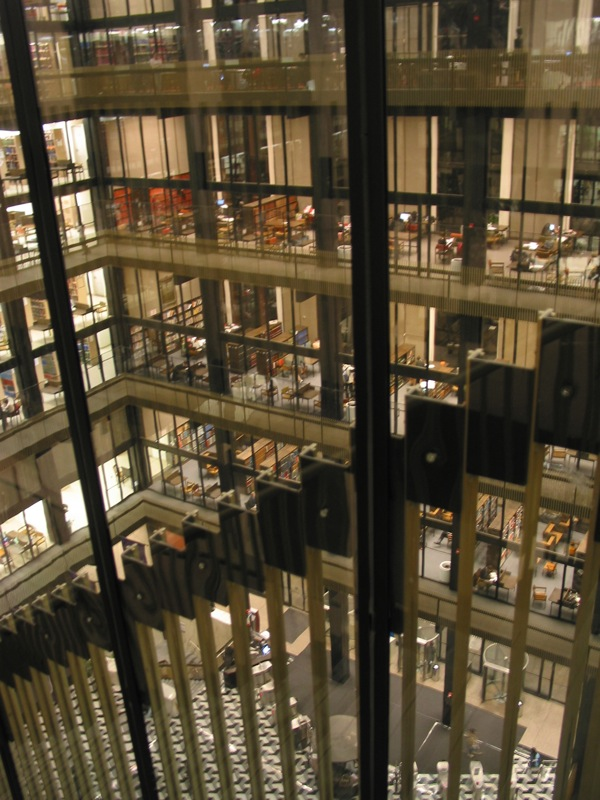
Không gian bên trong thư viện Bobst

Thư viện Elmer Holmes Bobst, xây dựng từ năm 1967 đến năm 1972, là thư viện lớn nhất của Đại học New York và là một trong những thư viện học thuật lớn nhất tại Hoa Kỳ. Thư viện được thiết kế bởi Philip Johnson và Richard Foster, gồm 12 tầng, rộng 425.000 foot vuông (39.500 m2) toạ lạc ở rìa phía nam của Công viên Quảng trường Washington (số 70 Washington Square South) và là thư viện chính của hệ thống tám thư viện với 4,5 triệu đầu sách. Thư viện Bobst cung cấp một Trung tâm Tham khảo Đa ngành, một Khu Nghiên cứu Chung, hệ thống giá sách mở dài 28 dặm (45 km), và khoảng 2.000 chỗ ngồi cho sinh viên nghiên cứu. Mỗi ngày thư viện đón gần 6.800 lượt người, và cho mượn hơn 1 triệu cuốn sách mỗi năm.
Trung tâm Âm nhạc và Truyền thông Avery Fisher của thư viện Bobst là một trong những trung tâm truyền thông học thuật lớn nhất thế giới, nơi sinh viên và các nhà nghiên cứu sử dụng khoảng 95.000 bản ghi âm và ghi hình mỗi năm. Phòng thu Kỹ thuật số cung cấp nguồn tài nguyên hiện đại nhất và luôn được cập nhật thường xuyên, phục vụ cho mục đích giảng dyaj, nghiên cứu và tổ chức các sự kiện nghệ thuật.
Thư viện Bobst cũng là nơi lưu trữ nhiều bộ sưu tập đặc biệt có giá trị quan trọng. Bộ sưu tập Fales lưu trữ một trong những tuyển tập truyện giả tưởng Anh và Mỹ tốt nhất ở Hoa Kỳ, bộ sưu tập Downtown, ghi chép lại những tác phẩm văn chương đầu tiên của New York từ thập niên 1970 tới nay, và Bộ sưu tập Ẩm thực và Nghệ thuật chế biến, ghi chép lại lịch sử ẩm thực Hoa Kỳ, trong đó tập trung vào ẩm thực của thành phố New York. Thư viện Bobst còn lưu trữ Thư viện Tamiment, một trong những bộ sưu tập hoàn hảo nhất trên thế giới về tư liệu nghiên cứu học thuật thuộc các lĩnh vực lịch sử lao động, chủ nghĩa xã hội, chủ nghĩa vô chính phủ, chủ nghĩa cộng sản và chủ nghĩa cấp tiến Hoa Kỳ. Tamiment còn bao gồm Kho lưu trữ Lao động Robert F. Wagner, Kho lưu trữ của các tác giả Mỹ gốc Ireland, Trung tâm Chiến tranh lạnh và Hoa Kỳ, và Trung tâm Tự do Học thuật Frederic Ewen.

#### Cơ sở vật chất mới
Từ đầu thập niên 2000, NYU đã xây dựng nhiều công trình và trang bị cơ sở vật chất mới tại Khuôn viên Quảng trường Washington và các vùng lân cận. Trung tâm phục vụ Đời sống Đại học Kimmel được xây dựng vào năm 2003 và trở thành địa điểm chủ yếu của các văn phòng dịch vụ sinh viên của trường. Đây cũng là nơi đặt Trung tâm Nghệ thuật biểu diễn Skirball, nhà phụ Rosenthal, hội trường Eisner & Lubin và Trung tâm Sinh viên Loeb. Khoa Luật của NYU đã cho xây dựng Hội trường Furman vào năm 2004, kết hợp các yếu tố kiến trúc của hai toà nhà lịch sử vào chung một mặt tiền (một trong hai toà nhà đó từng nằm dưới quyền sở hữu của nhà thơ Edgar Allan Poe).